# 博洛尼亚广域市
博洛尼亚广域市（Città Metropolitana di Bologna）是意大利艾米利亞-羅馬涅的一個广域市。面積3,702平方公里，2005年人口944,297人。首府博洛尼亚。前身为博洛尼亚省。
下分60市鎮。